# Dick Vermeil
Richard Albert Vermeil (* 30. Oktober 1936 in Calistoga, Kalifornien) ist ein ehemaliger US-amerikanischer American-Football-Trainer. Er trainierte in der National Football League (NFL) die Los Angeles Rams, die Philadelphia Eagles, die St. Louis Rams und die Kansas City Chiefs.

## Spielerlaufbahn
Dick Vermeil studierte an der San José State University und spielte dort in den Jahren 1956 und 1957 als Quarterback Football bei den San Jose State Spartans. Im Jahr 1958 erhielt Vermeil den Bachelor Grad in Leibeserziehungen. Ein Jahr später folgte der Master Grad. Dick Vermeil spielte nie als Profi Football.

## Trainerlaufbahn

### Collegetrainer
Bis 1964 war Dick Vermeil Trainer verschiedener High-School-Footballmannschaften sowie unterklassiger College-Mannschaften. Im Jahr 1965 wurde er Assistenztrainer an der Stanford University. Diese Funktion behielt er vier Jahre inne. Nach einer Zwischenstation bei den Los Angeles Rams im Jahr 1969 kehrte er 1970 als Assistenztrainer in den College Sport an die University of California, Los Angeles (UCLA) zurück.

### Los Angeles Rams
Dick Vermeil übernahm im Jahr 1969 unter Head Coach George Allen die Betreuung der Special Teams der Rams. Nach seiner Rückkehr zu den Rams betreute er drei Jahre lang die Quarterbacks der Mannschaft. Im Jahr 1973 gewannen die Rams mit Quarterback John Hadl zwölf von 14 Spielen, mussten sich aber in den Play-offs den Dallas Cowboys mit 27:16 geschlagen geben. Nach diesem Spieljahr verließ Vermeil das Team aus Los Angeles und kehrte an die UCLA zurück.

### University of California, Los Angeles
Vermeil trainierte in den Jahren 1974 und 1975 die Footballmannschaft der UCLA. 1975 gewann er mit den UCLA Bruins die Meisterschaft in der Pacific-12 Conference. Im Rose Bowl konnte sein Team die Mannschaft der Ohio State University mit 23:10 besiegen. Zwölf Spieler von Vermeil, die 1975 in seinem Kader standen, wurden nach ihrem Studium von einer Mannschaft der NFL gedraftet. Die Leistung seiner Mannschaft hatte ihn auch als Trainer für die NFL interessant gemacht.

### Philadelphia Eagles
Im Jahr 1976 löste Dick Vemeil Mike McCormack als Head Coach der Philadelphia Eagles ab. Die Eagles hatten sich bei der Verpflichtung von Nachwuchsspielern verspekuliert und waren in der Tabelle der NFL nach unten gerutscht. Vermeil gelang es aus den Eagles ein Spitzenteam zu formen. 

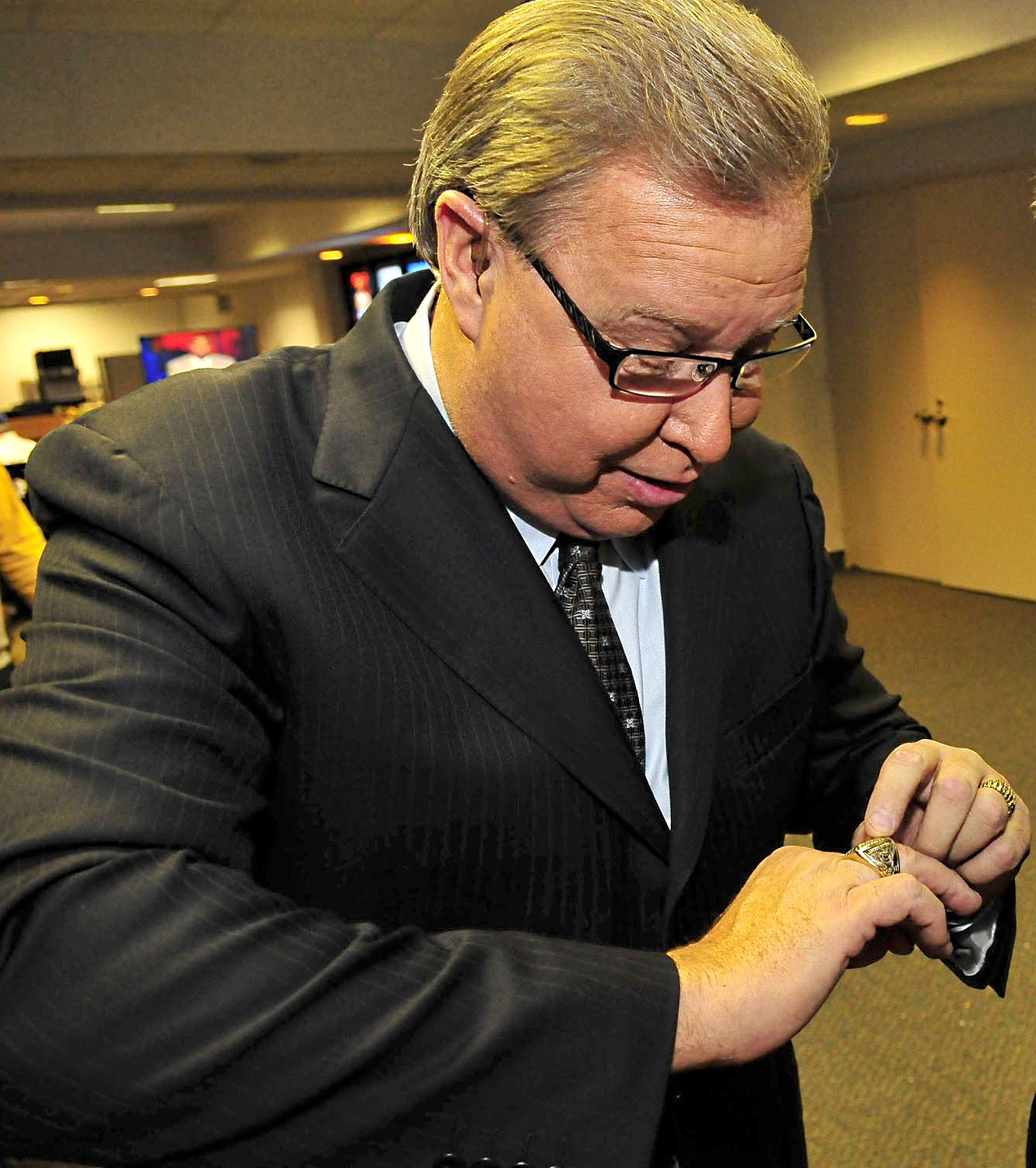
Ron Jaworski

Der alternde Quarterback der Mannschaft Roman Gabriel wurde durch Ron Jaworski abgelöst und fand in der Offense der Mannschaft aus Pennsylvania mit Wide Receiver Harold Carmichael einen Spitzenspieler für seine Pässe vor. Im Jahr 1978 konnte Vermeil seine Mannschaft zum ersten Mal in die Play-offs führen, wo man allerdings vorzeitig mit 14:13 an den Atlanta Falcons scheiterte. Im folgenden Spieljahr gelang es den Eagles Sid Gillman vertraglich an das Team zu binden. Gillman war eine Trainerlegende und hatte zahlreiche Innovationen in den Footballsport eingeführt. Er wurde von Vermeil mit der Betreuung der Quarterbacks betraut. In der Saison 1979 gewann die Mannschaft um Vermeil in der regular Season elf von 16 Spielen. Die Mannschaft konnte sich allerdings in dem NFC-Divisional-Play-off-Spiel gegen die Tampa Bay Buccaneers nicht durchsetzen und verlor mit 24:17. Im Jahr 1980 sollte die Zusammenarbeit von Vermeil und Gillman den größten Erfolg bringen. Ron Jaworski spielte eine überragende Saison und wurde nach der Spielrunde in den Pro Bowl berufen. Den zwölf Siegen der Mannschaft aus Philadelphia standen in diesem Jahr zwei Niederlagen gegenüber. Diesmal konnten sich die Eagles für das NFC Championship Game qualifizieren, wo man auf die Dallas Cowboys traf. Mit einem 20:7-Sieg über die von Tom Landry betreuten Cowboys gewannen die Eagles die NFC Meisterschaft und qualifizierten sich für den Super Bowl. Gegner im Super Bowl XV waren die von Tom Flores trainierten Oakland Raiders, die mit 27:10 die Oberhand behielten. Dick Vermeil erkrankte im Jahr 1982 an einem Burnout-Syndrom und legte sein Traineramt nieder. In den nächsten 15 Jahren arbeitete er als Sportmoderator, erst im Jahr 1997 kehrte er in die NFL als Trainer zurück.

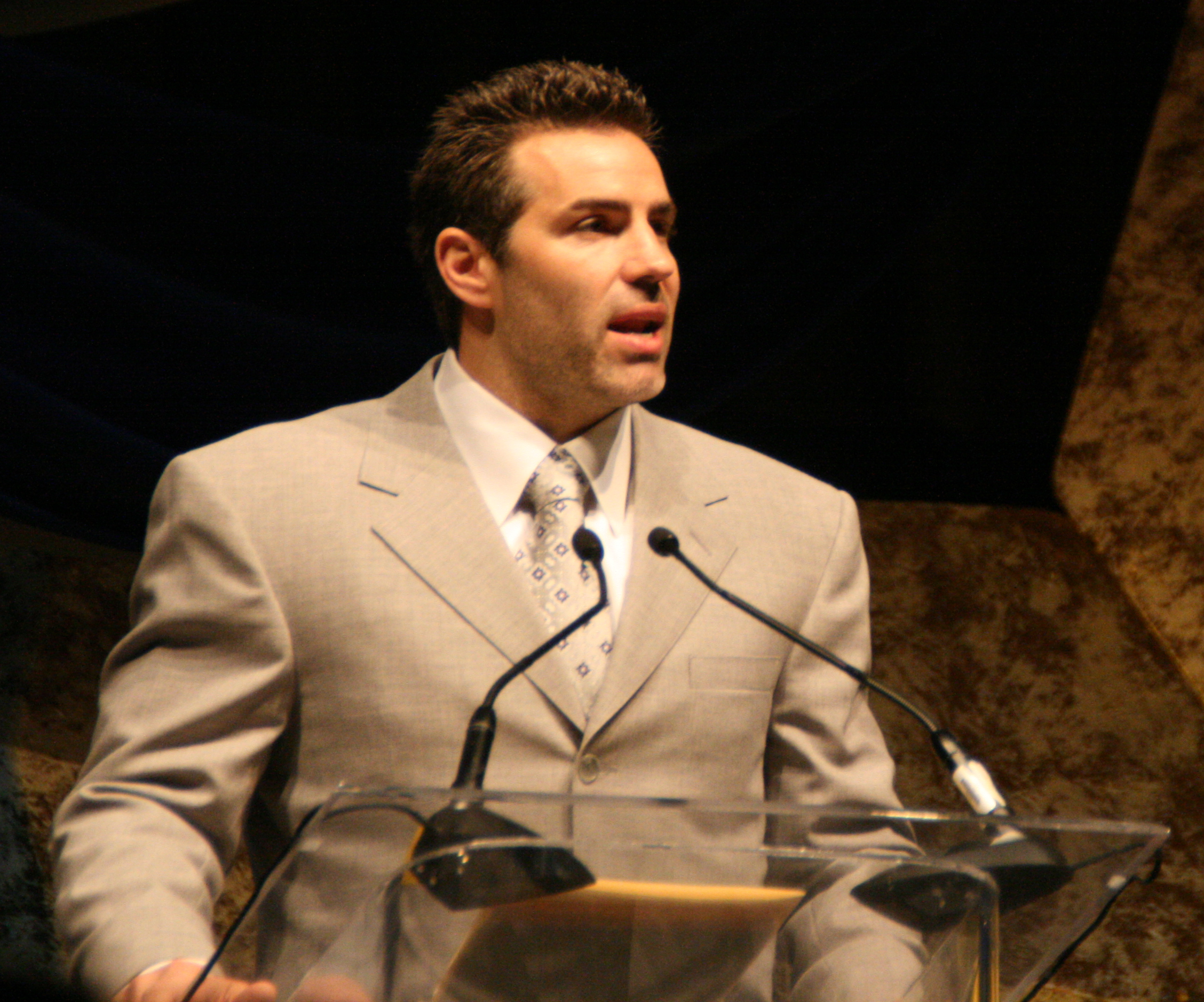
Kurt Warner

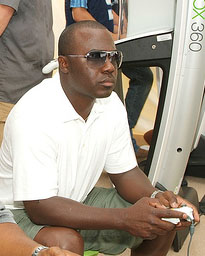
Marshall Faulk

### St. Louis Rams
Vor der Saison 1997 unterschrieb Dick Vermeil einen Vertrag bei den St. Louis Rams. Die Mannschaft aus St. Louis war vor der Verpflichtung von Vermeil kein Spitzenteam und fand sich nach Saisonende regelmäßig auf einem der hinteren Tabellenplätze wieder. Dies sollte sich auch in den nächsten beiden Jahren zunächst nicht ändern. 1998 konnten die Rams Quarterback Kurt Warner verpflichten. Warner war nicht im NFL Draft berücksichtigt worden und kam in seinem ersten Jahr in Missouri nicht über die Rolle eines Reservespieler hinaus. Allerdings hatte er schon im Frühjahr des Jahres in der NFL Europe bei den Amsterdam Admirals bewiesen, dass er eine Mannschaft anführen kann. In der folgenden Saison konnte er sich die Position des Starting-Quarterback sichern und wurde nach dieser Spielrunde in den Pro Bowl gewählt. Im gleichen Jahr gelang den Rams mit dem späteren Mitglied in der Pro Football Hall of Fame Marshall Faulk eine spektakuläre Neuverpflichtung. Vermeil gelang es zudem weitere junge Spieler wie Torry Holt, Tom Nütten oder Isaac Bruce zu Spitzenspielern zu formen. Den Rams gelangen in diesem Jahr 13 Siege aus 16 Spielen. Nachdem sie im NFC Endspiel die Buccaneers mit 11:6 besiegt hatten, gewannen sie auch den Super Bowl XXXIV mit 23:16 gegen die von Jeff Fisher betreuten Tennessee Titans. Nach dem Sieg zog sich Vermeil vorläufig aus dem Footballsport zurück.

### Kansas City Chiefs
Ab dem Jahr 2001 trainierte Richard Vermeil die Kansas City Chiefs. Wie bei den Eagles und den Rams lagen die Erfolge dieser Mannschaft schon einige Jahre zurück. Vermeil benötigte ein Jahr um die Mannschaft um den Spitzen Tight End Tony Gonzalez zu einer ausgeglichenen Jahresbilanz zu führen und ein weiteres Jahr, um mit dem Team die Play-offs zu erreichen. 2003 gewann er mit seinem Team aus Kansas City 13 von 16 Spielen, unterlag aber im AFC-Divisional-Play-off-Spiel den Indianapolis Colts knapp mit 38:31. Nach einem schwächeren Spieljahr 2004 gewannen die Chiefs 2005 zehn von 16 Spielen, was allerdings nicht dazu reichte in die Play-offs einzuziehen. Vermeil beendete nach dieser Saison seine Trainerlaufbahn.

## Außerhalb der Arena
Dick Vermeil ist verheiratet und hat drei Kinder. Er lebt heute abwechselnd in Kansas City und auf einer Ranch in Chester County bei Philadelphia. Daneben betreibt er ein Weingut in seiner Geburtsstadt. Im Jahr 2006 entstand der Hollywoodfilm Unbesiegbar – Der Traum seines Lebens. In dem Film wird Vermeil von Greg Kinnear verkörpert. Der Film behandelt die Zeit von Vermeil bei den Eagles und die Verpflichtung von Vince Papale (gespielt von Mark Wahlberg).

## Ehrungen
Richard Vermeil wurde viermal zum NFL Trainer des Jahres gewählt und ist Mitglied in der St. Louis Sports Hall of Fame, California Sports Hall of Fame, in der Chester County Sports Hall of Fame, in der National Italian American Sports Hall of Fame und in der Eagles Hall of Fame. Im Jahr 2006 erhielt er den Walter Camp Distinguished American Award. Die Rams ehren ihn im Edward Jones Dome auf dem St. Louis Football Ring Of Fame.